# Fästalger
Fästalger (Haptophyta) är en division marina och akvatiska alger.  Totalt finns omkring 300 arter, de flesta i saltvatten. På svenska kallas gruppen omväxlande för fästalger eller haptofyter. Karakteristiskt för gruppen är haptonemat, ett slags piskliknande (fäst)organ samt att många arter är förkalkade (dessa benämns kockolitoforer). Fästalgerna är viktiga både för kolets och svavlets kretslopp. De kan också orsaka omfattande algblomningar. Bergarten krita består av sedimenterade kockolitoforer.

## Systematik
Under första hälften av 1900-talet räknades fästalgerna till klassen Chrysophyceae. Det unika haptonemat, uppbyggnad av Golgiiapparaten samt andra ultrastrukturella drag ledde fykologerna till att på 1960-talet tilldela haptofyterna sin egen klass, Haptophyceae. 1976 delade Hibberd i sin tur upp gruppen i olika klasser samlade under sin egen division, Haptophyta. Idag finns två klasser: Prymnesiophyceae och Pavlovophyceae.

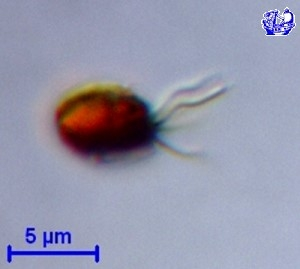
Isochrysis galbana

## Fylogeni
Många DNA-analyser (till exempel på rRNA-gener) visar att fästalgerna, haptofyterna, hör hemma inom supergruppen Chromalveolata, till vilken gruppen numera vanligen räknas. Ett antal ultrastrukturella drag och biokemiska parametrar (till exempel bildningen beta-1,3-glukan utanför kloroplasterna, klorofyll a, c, kloroplasternas tylakoidstruktur, fyra membran runt kloroplasten) delas av fästalgerna och heterokonterna.
Andra molekylärbiologiska studier visar istället att fästalgerna är släkt med rödalger och gröna växter.
Många studier visar emellertid ett nära släktskap mellan fästalgerna och rekylalgerna. Dessa två grupper räknas tillsammans med några smågrupper in i supergruppen Hacrobia.

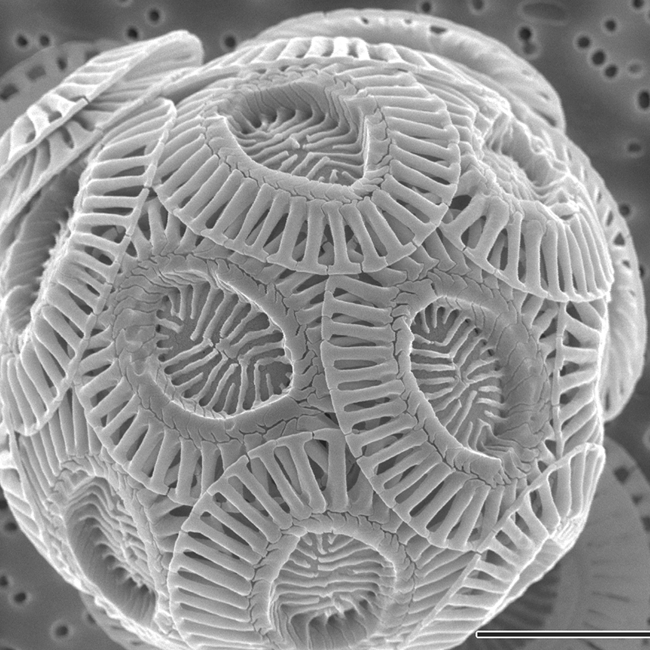
Kockolitofor hos Emilania huxleyi.

## Cellstruktur
Vissa bentiska arter har cellvägg. Kalkfjäll (kockoliter)  förekommer hos kockolitoforerna. Haptofyterna har två flageller och beroende på rörelsemönster kan algerna simma såväl framåt som bakåt. Flagellerna är ibland isomorfa, ibland heteromorfa. Haptonemat är en unik cellstruktur som endast finns hos fästalgerna. Det används som fästorgan och kan rullas ihop likt en spiral. Hos kockolitoforerna används haptonemat förmodligen till största delen som ett slags känselorgan för identifiera hinder. När ett hinder påträffas börjar algen simma åt motsatt håll. Några haptofyter saknar eller har endast rester av haptonema och/eller flageller.
Klorofyllet i kloroplasterna innehåller klorofyll a och c, betakaroten, diadinoxantin och diatoxantin. Även olika varianter av fukoxantin förekommer. Vissa arter av Prymnesium har ibland kiselkorn uppbyggda av små plattliknande fjäll. Fästalger i klassen Pavlovophyceae har en ögonfläck som gör att algen kan bestämma ljusets riktning.

## Ekologi
Fästalgerna är mycket viktiga primärproducenter som finns i nästan all världens hav. Efter sin död spelar de kalcifierade arterna (kockolitoforerna) en viktig roll för uppkomsten av sedimentära bergarter, närmare bestämt kalkstenen krita. Fästalgerna är genom sitt upptag av kol och inlagring i kalkskalen betydelsefulla för kolets storskaliga kretslopp. Dessutom har fästalgerna stor inverkan på svavlets kretslopp då döda fästalger kan avge svavelrika föreningar, till exempel dimetylsulfoxid (DMSO) och dimetylsulfoniopropionat (DMSP). Vissa föreningar kan brytas ned till dimetylsulfid som sedan kan hamna i atmosfären och oxideras till svaveldioxid, sulfat och svavelsyra. En del av föreningarna stimulerar molnbildningen och påverkar därmed jordens klimat.

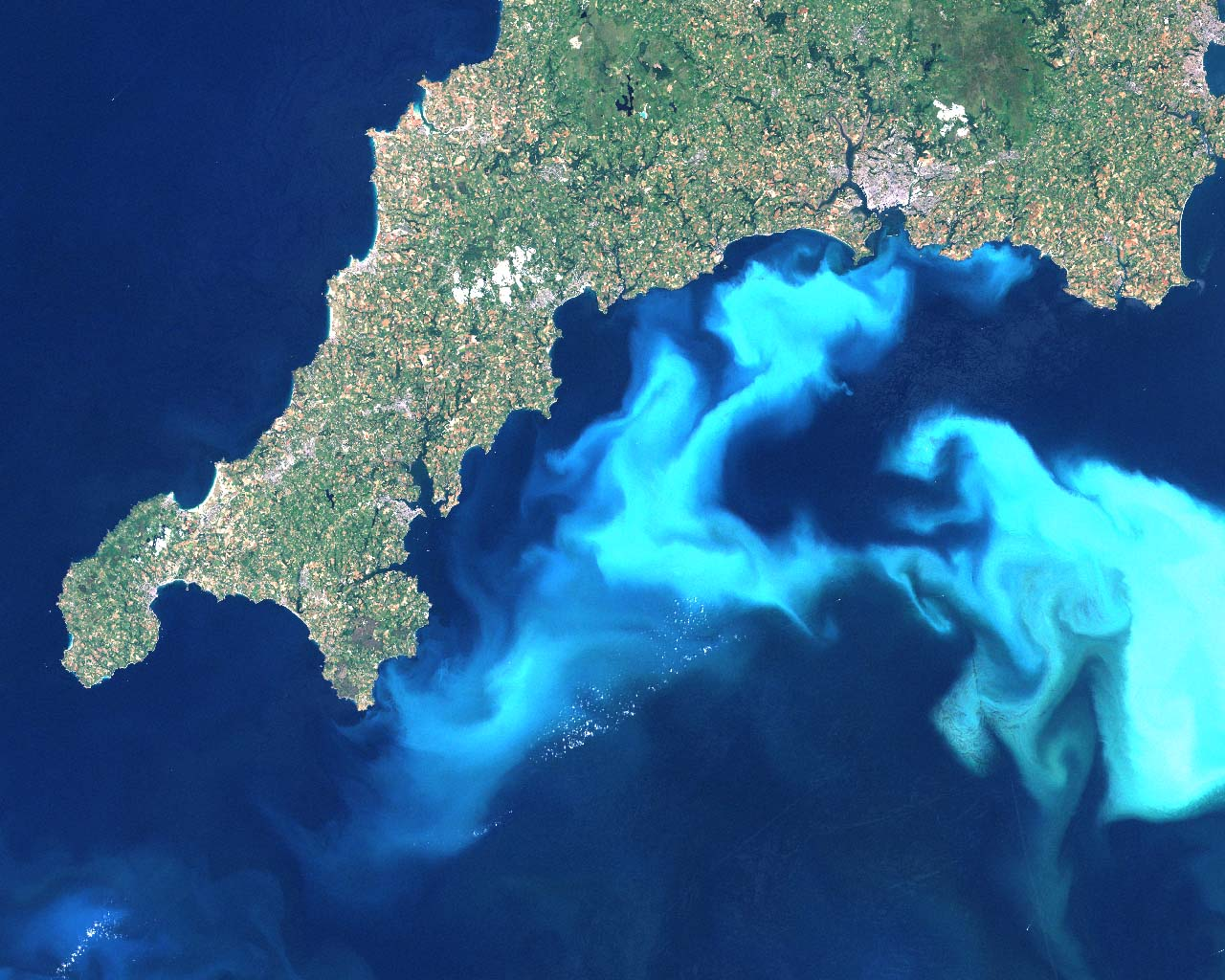
Satellitbild med algblomning orsakad av Emiliania huxleyi.

Vissa fästalger, till exempel Phaeocystis, är välkända för att kunna orsaka omfattande algblomningar. Vissa algblomningar är så omfattande att de kan ses på satellitbilder. 2002 förstördes 90% av växt- och djurarterna i Phan Ri-bukten i Vietnam av en blomning av haptofyten Phaeocystis globosa. Framförallt två släkten, Prymnesium och Chrysochromulina är välkända för att producera toxiner. En art ur det sistnämnda släktet har också orsakat illaluktande algblomningar i en kanadensisk sjö.
Vissa fästalger är inte fotosyntetiserande autotrofer utan lever som heterotrofer, d.v.s. måste ta upp organiskt kol från omgivningen. Andra arter kan ta upp organiskt kol trots egen fotosyntes. Dessa arter har således mixotrofi.